# Escuat menut
L'escuat menut (Pnoepyga pusilla) és un ocell de la família dels pnoepígids (Pnoepigidae).

## Hàbitat i distribució
Habita el sotabosc, sovint als boscos de ribera, a les muntanyes del nord-est de l'Índia, sud-est del Tibet, Myanmar, centre i sud-est de la Xina i cap al sud, a través Tailàndia, Laos, Vietnam, Malaia, Sumatra, Java i Flores i Timor.